# 既然青春留不住
《既然青春留不住》（英語：Youth Never Returns），根據顾伟治愈系爱情小说《当菠菜遇上空心菜》改編，田蒙導演作品，張翰、陳喬恩領銜主演的青春校园爱情电影，於2015年10月23日在中國大陸上映。此片為第23屆瓦爾納國際電影節參賽影片。

## 劇情介紹
故事從1999年一群大学新生的校園生活開始，進行十五年的跨度延伸。

## 演員陣容

### 領銜主演
| 演員   | 角色   | 介紹                                                                   |
| 張 翰  | 王勁輝 | 喜歡周蕙，毕业后在街头做歌手，后来周蕙結婚，并与她在一起。             |
| 陳喬恩 | 周蕙   | 人稱胸大學霸，喜歡勁輝，毕业后与其他人结婚，后离婚，并和王勁辉在一起。 |

### 主演
| 演員   | 角色 | 介紹                                      |
| 王嘯坤 | 馮松 | 毕业后与朱婷结婚，但未结成，因为他死了    |
| 施予斐 | 朱婷 | 毕业后与冯松结婚， 但未结成，因为冯松死了 |
| 曹漢超 |      |                                           |
| 劉 挺  | 韓笑 |                                           |
| 廖 爽  |      |                                           |
| 陈雅斓 | 吴梅 |                                           |
| 郭子千 |      |                                           |
| 林曉凡 | 胡風 |                                           |
| 賈盛強 | 謝庸 |                                           |

### 友情出演
| 演員   | 角色   | 介紹             |
| 王 迅  | 孫主任 |                  |
| 倪景陽 |        |                  |
| 花粥   |        | 中國內地民謠歌手 |